# Patrick Vallençant
Patrick Vallençant, né le 9 juin 1946 à Lyon et mort accidentellement le 28 mars 1989 à Revens (Gard), est un skieur, alpiniste français et guide de haute montagne, pionnier du ski de pente raide.

## Biographie
À 15 ans, il découvre et se passionne pour le ski dans la station du Planolet (dans le massif de la Chartreuse) où son père a fait construire un chalet. À 19 ans, il décide de quitter son lycée lyonnais et sa famille. Son but étant de devenir moniteur de ski, il s'engage dans l'armée française à l'École Militaire de Haute Montagne. Son indiscipline le conduit à faire de la prison et, après deux ans, il quitte l'armée non sans s'être perfectionné dans la pratique du ski. En 1966, il fait la rencontre de Marie-José, sa future épouse et compagne de nombreuses descentes extrêmes à ski. En 1969, naît leur fils Yannick.
Par la suite, il travaille l'hiver et l'été comme moniteur de ski notamment à l'UCPA de Tignes mais aussi à Val-d'Isère, Les Menuires et en Suisse ce qui lui permet de vivre à plein temps en montagne. Inspiré par Sylvain Saudan, pionnier du ski extrême à partir de la fin des années 1970, il se met à cette discipline ainsi qu'à l'alpinisme en haute montagne. Il accomplit sa première grande course à l'éperon Walker dans la face nord des Grandes Jorasses. En 1973, Patrick Vallençant devient guide de haute montagne après trois ans de formation à l'École nationale de ski et d'alpinisme (ENSA).

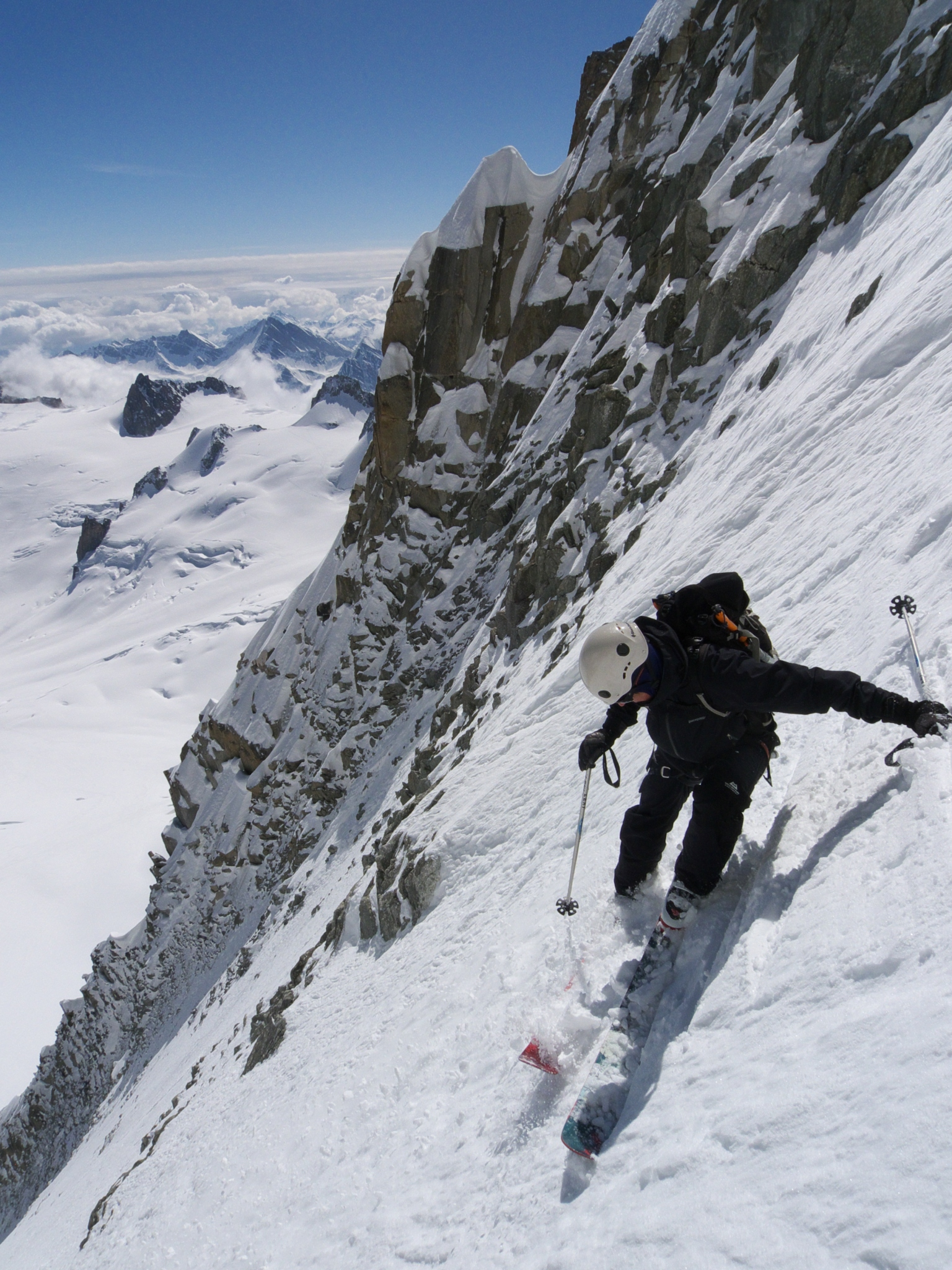
Ski de pente raide.

À partir de ce moment, il combine l'alpinisme de haut niveau et le ski extrême. Tout au long des années 1970, il collectionne abondamment les premières descentes extrêmes dans les couloirs des Alpes et de cordillère des Andes. Elles sont notamment réalisées avec sa femme Marie-Josée ou avec son compagnon de cordée Anselme Baud. À partir de 1973, il complète ses activités sportives par des conférences et, à partir de 1975, des films de montagne.  
En 1978, il crée l'école de ski hors-piste à Argentière « Stages Patrick Vallençant ».
Dès l'âge de 11 ans, son fils Yannick, surnommé Papik, l'accompagne à la face nord du mont Blanc après avoir atteint le sommet depuis l'aiguille du Midi et avec un bivouac sous tente au col de La Brenva à 4 000 m d'altitude. Un film de 26 minutes intitulé Papik l'enfant du mont Blanc retrace cette première.
En 1982, il crée l'entreprise de vêtements sportifs « Degré 7 », en association avec la styliste Ingrid Büchner.
Il trouve la mort le 28 mars 1989 à Revens, dans la paroi-école d'escalade de Beaume Rouge dans les Cévennes.

## Descentes extrêmes à ski
- 1971 : Grande Casse, face nord (première).
- 1971 : Tour Ronde, face nord (première).
- 1972 : Bellecôte, face nord (première).
- 1972 : les Courtes, face nord-est avec sa femme Marie-Josée (première).
- 1972 : aiguille d'Argentière, couloir en Y avec Marie-Josée (première).
- 1973 : aiguille Verte, couloir Couturier avec Anselme Baud (deuxième).
- 1973 : aiguille Verte, couloir Whymper avec Anselme Baud (deuxième).
- 1975 : la Meije, couloir Gravelotte (première).
- 1975 : pic du Coup de Sabre, couloir nord (première).
- 1975 : pic Sans Nom, grand couloir nord-ouest (première).
- 1975 : col du Diable, couloir nord (première).
- 1975 : barre des Écrins, couloir de la Barre Noire (première).
- 1977 : aiguille Blanche de Peuterey avec Anselme Baud.
- 1977 : mont Blanc, arête de Peuterey avec Anselme Baud.
- 1978 : Artesonraju, face sud-est (Pérou).
- 1978 : Huascarán N et S, face sud-ouest.
- 1979 : Yerupajá, face ouest.

## Filmographie
- Couloir Pélas-Verney à Celsenière (1975).
- Oisans, le ski de sixième degré, réalisé par Pierre Saloff-Coste (1975).
- Ski extrême, réalisé par Pierre Saloff-Coste (1978).
- Peuterey, la Blanche, réalisé par Pierre Saloff-Coste (1978).
- El gringo eskiador, réalisé par Pierre Saloff-Coste (1978).
- La pente, réalisé par Pierre Saloff-Coste (1979).
- Les parapluies de Baltoro, réalisé par Michel Torend (1980).
- Papik, l'enfant du mont Blanc, réalisé par Michel Torend (1981).
- Pour quelques virages de plus, réalisé par Patrick Vallençant (1982).